# پلو

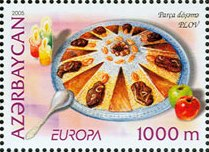
پلو در تمبر جمهوری آذربایجان

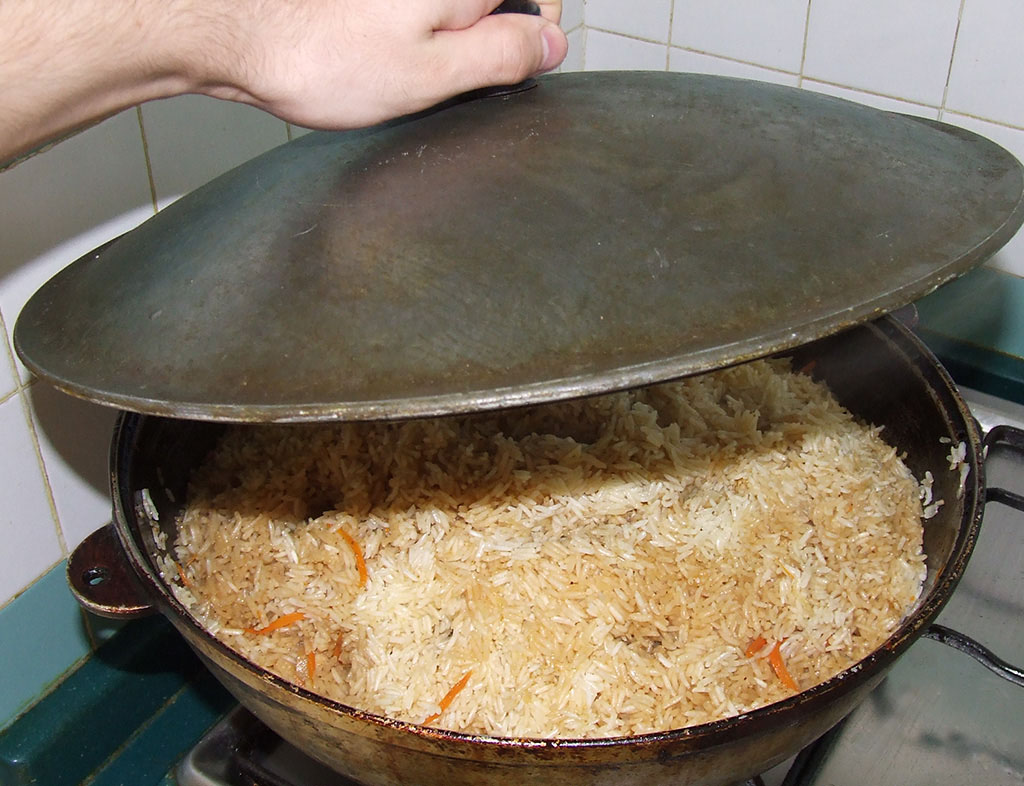
پخت پلو در قزاقستان

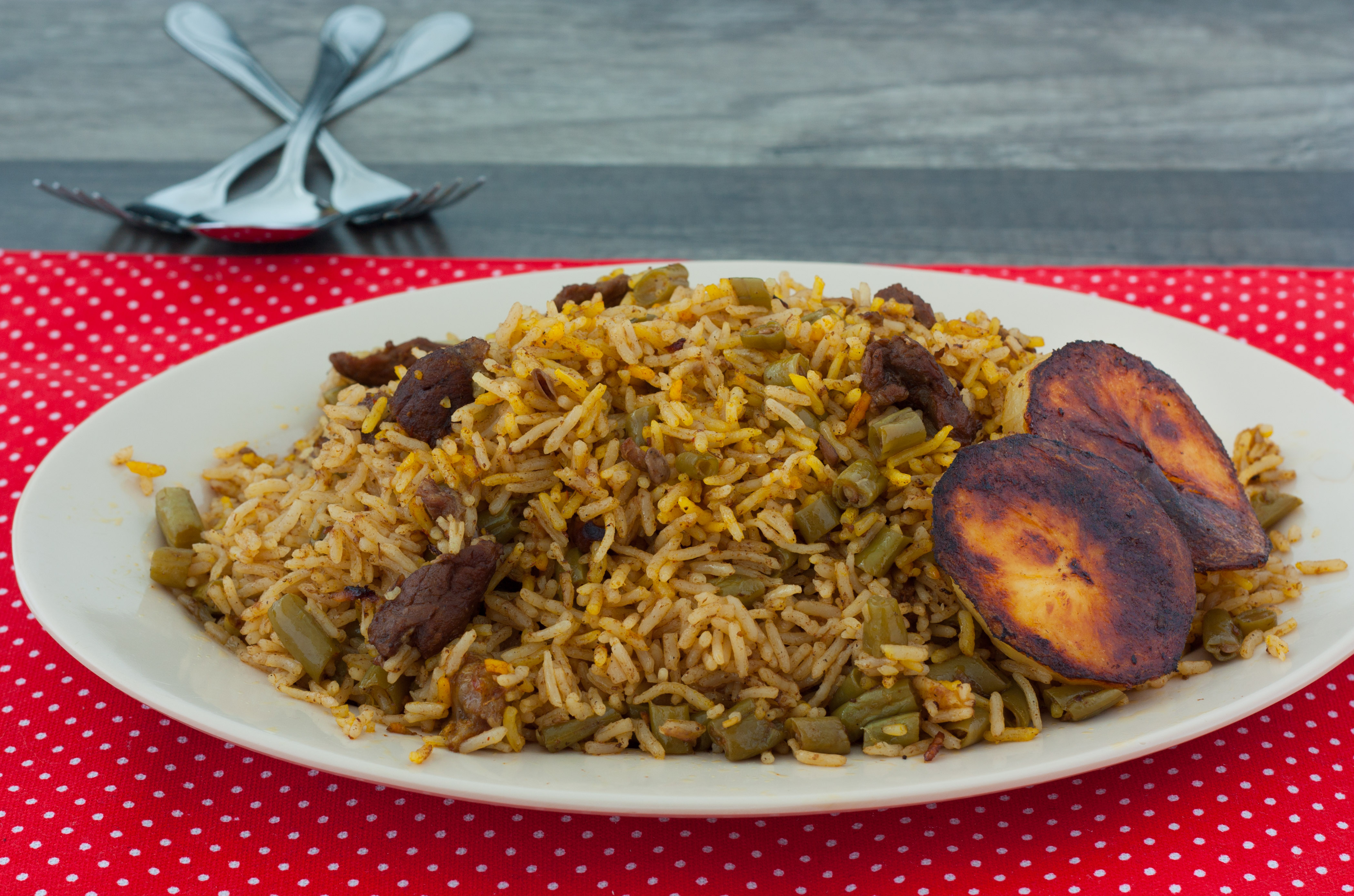
لوبیا پلو

پُلو در آشپزی ایرانی، آشپزی آذربایجان، ترکیه، ازبکستان و بسیاری از کشورهای خاورمیانه به برنجی گفته می‌شود که با مواد دیگری مانند انواع گوشت، سبزیجات، حبوبات و خشکبار و حتی انواع ادویجات، پخت می‌شود که تهیه آن به هر دو صورت کته و آب‌کش ممکن است. در برخی خوراک‌ها نیز ممکن است پس از پخت کامل چلو (برنج ساده) آن را با مواد دیگر مخلوط و پلو را تهیه می‌کنند. همچنین خوراک‌هایی مانند آش و هریسه و جود دارند که با وجود برنج در آنها، با عنوان پلو یا چلو شناخته نمی‌شوند. در تعریف پلو در دهخدا آمده‌است: طعامی است که از برنج کنند و در آن گوشت و کشمش و خرما و مانند آن با ادویه کنند و آن را اقسام است.

## انواع خوراک‌های پلویی در ایران
تنها نقاط خاصی از ایران قابلیت کشت برنج دارند و نزدیک به ۹۰٪ تولید برنج در ایران محدود به استانهای شمالی ایران می‌باشد. چنین امری با توجه به سختی حمل و نقل از استانهای شمال البرز به استانهای دیگر ایران تا همین چند دهه گذشته به‌طور قطع موجب سختی بسیار در دسترسی به برنج در بسیاری از نواحی ایران می‌شده‌است؛ ولی تنوع خوراک‌هایی که همراه با برنج است محدود به استانهای شمالی ایران نمی‌شود و ده‌ها مورد پلو درست می‌شود؛ مانند: شوید پلو. جدا از این، تزیینات پلو توسط زعفران و زرشک و همچنین انواع ته‌دیگ، جزو مشخصات دیگر پلوهای ایرانی است.

### انواع پلوهای ایرانی
از انواع پلوهای ایرانی می‌توان به باقلاپلو، سبزی پلو، مرصع‌پلو، شیرین پلو، زرشک پلو، آلبالو پلو، ماش پلو، رشته پلو، استانبولی پلو، لوبیا پلو، نخودپلو، کلم‌پلو و عدس پلو اشاره کرد.

## پلو در ژاپن
پیرافو (به ژاپنی: ピラフ pirafu) نوعی خوراک با برنج و گوشت و سبزیجات است. ریشهٔ این کلمه، واژه فارسی «پلو» است. پلوی فارسی با تلفظ قدیمی [pilaw] در دوران عثمانی وارد زبان ترکی [pilav] شده‌است و از آنجا به زبان‌های اروپایی از جمله زبان انگلیسی [pilaf] و زبان فرانسه [pilaf] راه یافته‌است. [pirafu] امروز به عنوان خوراکی خاورمیانه‌ای در ژاپن شناخته می‌شود.

## ادویه پلو
این ادویه برای درست کردن لوبیا پلو و کلاً پلوهای مخلوط مثل کلم پلو و هویج پلو و گاهی برای قیمه پلو هم به کار می‌رودو بهترست که آماده از بیرون خریده بشود ولی اگه دسترسی ندارید.
ترکیب آن: گل سرخ یا گل محمدی – زیره- دارچین -زنجبیل – جوز هندی – میخک و هل.